# Digital 3D
El Digital 3D simula l'efecte que es produeix en l'ull humà mentre percep un objecte tridimensional real. El procés es genera quan el projector digital del cinema reprodueix les imatges de l'ull esquerre i dret a 144 quadres per segon, s'intercalaran. Els filtres polaritzadors, en el cas dels IMAX 3D (especificat a sota) i RealD, La roda de color, en cas dels Dolby 3D, o un emissor infraroig en cas de Xpand 3D. Per veure la imatge i decodificar, es necessiten lents especials. A causa de la velocitat de quadres i els lents utilitzats, cada un dels ulls de l'espectador rep una imatge, amb punts de vista diferents, fent que el cervell interpreti profunditat mitjançant la fusió de les imatges.

## Sistema RealD 3D
El sistema crea la il·lusió a partir de l'emissió d'imatges intercalades de l'ull esquerre i dret, a 144 quadres per segon (2 ulls x 24 quadres x 3 vegades cada quadre). S'usa polarització circular, que és més estable, establerta des del projector que està en sincronia amb la pantalla LCD que es posa al davant d'aquest, per crear la polarització de la llum.
Es necessita una pantalla especial, platejada, que reflecteix la llum, ajudant que hi hagi menys traspàs d'imatge d'un ull a l'altre.
Els lents utilitzats són barats, per tant es poden donar com a regal després de la funció, però no en tots els països encara, i generalment són personalitzats per a cada pel·lícula. També s'ha generat un sistema de reciclatge de lents per evitar la contaminació del medi ambient.
Algunes marques conegudes de lents han anunciat que llançaran lents de sol, que mitjançant un sistema especial, es podran funcionar també com lents 3D en aquests cinemes.

## Sistema Dolby 3D
El sistema crea la il·lusió a partir de l'emissió d'imatges intercalades de l'ull esquerre i dret, a 144 quadres per segon, igual que el RealD, però fa servir una pantalla comú (Blanca) i crea el 3D amb diferenciació espectral, que es refereix a la diferència de colors, com els típics lents Vermell-Blau, però a un nivell imperceptible, de manera que es veu la imatge a tot color.
Dins el projector va el sistema de disc que produeix la diferenciació de color, coordinat amb les imatges projectades.
Els lents ocupats s'han de tornar després de cada funció, on després es produeix una neteja d'aquests i la seva reutilització, a causa del seu alt cost, cost que a causa del seu mantención s'eleva més encara.

## Sistema Xpand 3D
Aquest sistema fa servir un projector digital a 48 quadres per segons, 24 per cada ull. Usa lents actius, els quals es coordinen amb el projector mitjançant un emissor infraroig col·locat a la sala. S'usa una pantalla comú. Els costos de manutenció són grans, a causa de la neteja de lents i bateries que s'han de reemplaçar, i és més usat a Europa.

## Sistema IMAX 3D
Existeixen 2 tipus: Digital i Analògic. Els IMAX tenen renom mundial per la seva qualitat d'imatge, generada pels seus sistemes analògics. Usen 2 rotllos de pel·lícula, una per cada ull, 10 vegades més grans que les normals, 2 projectors amb diferents filtres polaritzadors sobre ells.
Usen una pantalla platejada, perquè usen polarització lineal. Se li diu el sistema més immersiu, a causa del sistema d'àudio i la mida de les seves pantalles, però a causa de la manera que genera el 3D, si gires una mica el cap, la imatge d'un ull es comença a passar a l'altre. La versió digital dels IMAX no ha tingut gran acceptació, a causa de la seva baixa qualitat d'imatge amb relació a la versió analògica.